# Nor-Am Cup 1979
La Nor-Am Cup 1979 fu la 4ª edizione della manifestazione organizzata dalla Federazione Internazionale Sci. Fu assegnato soltanto il titolo maschile generale, che si aggiudicò lo statunitense Mike Famy.